# Runga akaroa
Runga akaroa är en spindelart som beskrevs av Forster 1990. Runga akaroa ingår i släktet Runga och familjen Synotaxidae. Inga underarter finns listade i Catalogue of Life.